# Ōda, Shimane
Ōda (大田市 Ōda-shi) là một thành phố thuộc tỉnh Shimane, Nhật Bản.